# Рендулич, Борна
Бо́рна Ре́ндулич (хорв. Borna Rendulić; род. 25 марта 1992, Загреб) — хорватский хоккеист, крайний нападающий хоккейного клуба «Металлург», выступающего в КХЛ.

## Карьера
В сезонах 2017/18 и 2018/19 выступал за клуб КХЛ «Витязь». В 91 матче набрал 42 очка (21+21).
В сезоне 2019/20 играл за немецкий «Адлер Мангейм», набрал 49 очков (27+22) в 50 матчах. В сезоне 2020/21 играл за шведский «Эребру». Затем вернулся в «Адлер Мангейм», где играл два сезона. В 92 матчах регулярных сезонов набрал 67 очков (32+35).
Сезон 2023/24 начал в «Сочи». 30 сентября 2023 года сделал хет-трик в ворота «Топредо» в гостях (5:2). Рендулич стал первым в истории хорватским хоккеистом, сделавшим хет-трик в КХЛ. В 16 матчах за «Сочи» набрал 15 очков (9+6). В октябре перешёл в СКА. В первом же матче забросил шайбу в ворота «Локомотива» (2:3), в следующем матче набрал два очка (1+1) против минского «Динамо» (3:2). Всего сыграл за СКА 51 матч и набрал 27 очков (11+16) при показателе полезности +10. В плей-офф сыграл 1 матч.
23 декабря 2024 года был обменян в магнитогорский «Металлург» на Павла Акользина.

## Статистика
| Легенда | Легенда                    | Легенда | Легенда                   | Легенда | Легенда    |
| ------- | -------------------------- | ------- | ------------------------- | ------- | ---------- |
| И       | Количество проведённых игр | Штр     | Штрафное время            | +/−     | Плюс-минус |
| Г       | Голы                       | П       | Голевые передачи          | О       | Очки       |
| -       | Статистика неизвестна      | —       | Статистика не учитывалась |         |            |